# ISO 3166-2:JO

Gouvernements in Jordanien

Die Liste der ISO-3166-2-Codes für  Jordanien enthält die Codes für die zwölf Gouvernements.

Die Codes bestehen aus zwei Teilen, die durch einen Bindestrich voneinander getrennt sind. Der erste Teil gibt den Landescode gemäß ISO 3166-1 (für  Jordanien JO), der zweite den Code für das Gouvernement wieder.
Die aktuellen Codes stehen auf der Seite der ISO unter #iso:code:3166:JO zur Verfügung.

| Gouvernement | Name auf Arabisch                                               | Code  |
| ------------ | --------------------------------------------------------------- | ----- |
| Adschlun     | عجلون / ʿAǧlūn                                                  | JO-AJ |
| Amman        | محافظة العاصمة / Muḥāfaẓat al-ʿĀṣima / ‚Hauptstadtgouvernement‘ | JO-AM |
| Aqaba        | العقبة / al-ʿAqaba                                              | JO-AQ |
| at-Tafila    | الطفيلة / aṭ-Ṭafīla                                             | JO-AT |
| Zarqa        | الزرقاء / az-Zarqāʾ                                             | JO-AZ |
| al-Balqa     | البلقاء / al-Balqāʾ                                             | JO-BA |
| Irbid        | إربد / Irbid                                                    | JO-IR |
| Dscharasch   | جرش / Ǧaraš                                                     | JO-JA |
| al-Karak     | الكرك / al-Karak                                                | JO-KA |
| al-Mafraq    | المفرق / al-Mafraq                                              | JO-MA |
| Madaba       | مادبا / Mādabā                                                  | JO-MD |
| Maʿan        | معان / Maʿān                                                    | JO-MN |